# Lifelines
Pour les articles homonymes, voir Lifelines.
Albums de a-ha
Minor Earth Major Sky
(2000) How Can I Sleep with Your Voice in My Head
(2003)
Lifelines est le septième album du groupe de pop norvégien a-ha, sorti en 2002. 

## Titres
| No  | Titre                    | Auteur                                 | Durée |
| --- | ------------------------ | -------------------------------------- | ----- |
| 1.  | Lifelines                | Magne Furuholmen                       | 4:17  |
| 2.  | You Wanted More          | Furuholmen, Morten Harket              | 3:39  |
| 3.  | Forever Not Yours        | Harket, Ole Sverre-Olsen, Furuholmen   | 4:06  |
| 4.  | There's A Reason For It  | Pål Waaktaar-Savoy                     | 4:21  |
| 5.  | Time And Again           | Waaktaar-Savoy                         | 5:03  |
| 6.  | Did Anyone Approach You? | Waaktaar-Savoy                         | 4:10  |
| 7.  | Afternoon High           | Waaktaar-Savoy                         | 4:30  |
| 8.  | Oranges On Appletrees    | Furuholmen, Harket                     | 4:16  |
| 9.  | A Little Bit             | Waaktaar-Savoy                         | 4:10  |
| 10. | Less Than Pure           | Waaktaar-Savoy                         | 4:13  |
| 11. | Turn The Lights Down     | Furuholmen, Harket                     | 4:14  |
| 12. | Cannot Hide              | Harket, Sverre-Olsen, Martin Landquist | 3:19  |
| 13. | White Canvas             | Furuholmen                             | 3:27  |
| 14. | Dragonfly                | Furuholmen                             | 3:19  |
| 15. | Solace                   | Furuholmen                             | 4:20  |